# Waseca (Minnesota)
Pour les articles homonymes, voir Waseca.
La ville de Waseca est le siège du comté de Waseca, dans l’État du Minnesota, aux États-Unis. En 2010, elle comptait 9 410 habitants.

## Personnalité liée à la ville
L’acteur et compositeur Leroy Shield est né à Waseca le 2 octobre 1893.

## Galerie photographique

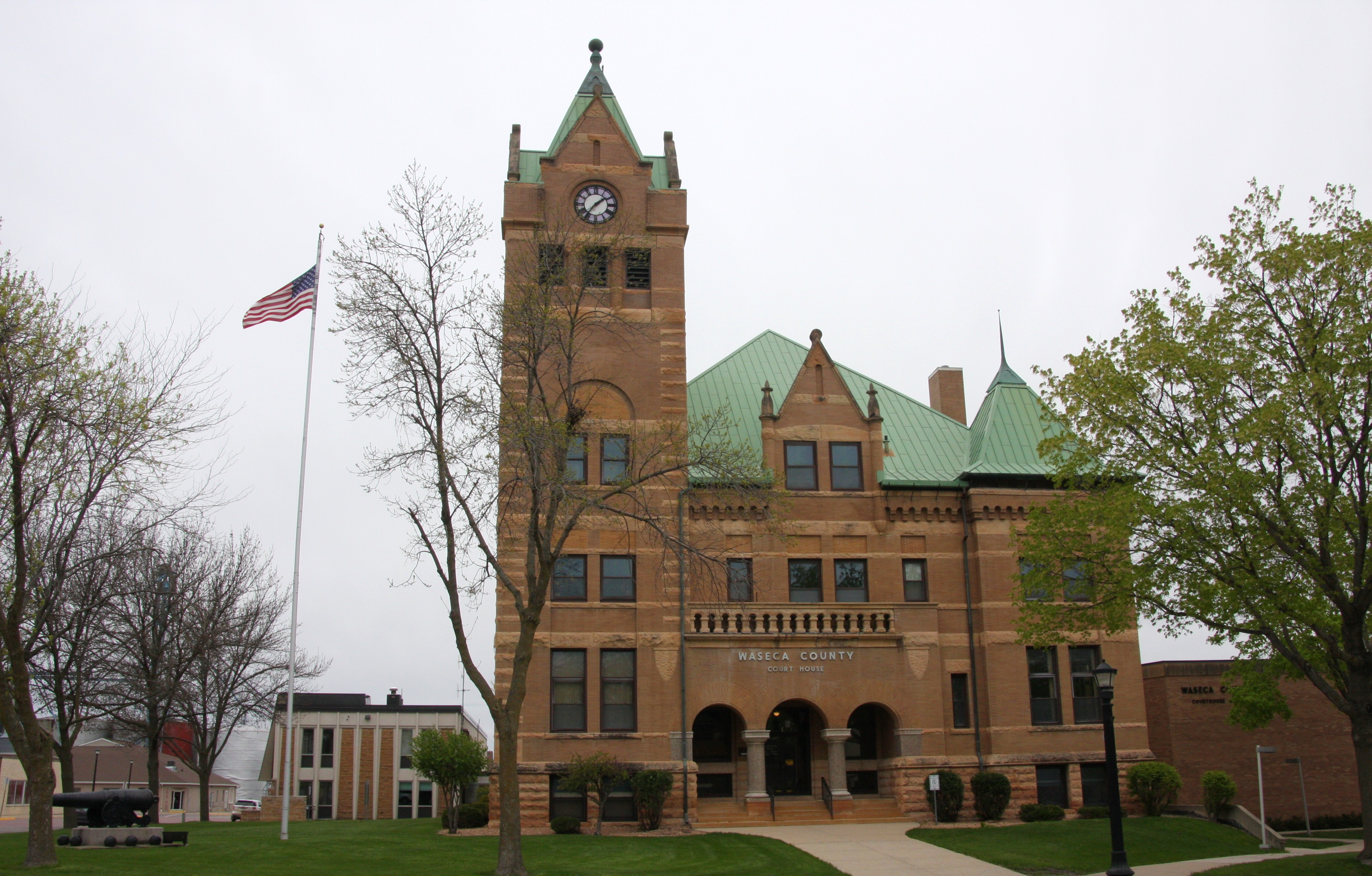
La cour de justice du comté.

## Source
- (en) Cet article est partiellement ou en totalité issu de l’article de Wikipédia en anglais intitulé « Waseca, Minnesota » (voir la liste des auteurs).